# 충절로
충절로(Chungjeol-ro)는 충청남도 서천군 서천읍 군사리 군사 교차로에서 시작해 부여군, 청양군, 예산군을 거쳐 홍성군 홍성읍 오관리 오관사거리를 잇는 충청남도의 도로이다. 충청인의 충절을 상징으로 부여해서 '충절'이라는 이름이 붙었다.

## 연혁
- 1987년 9월 11일 : 부여군 장암면 석동리 520m 구간 개통, 기존 700m 구간 폐지[1]
- 1994년 12월 22일 : 부여군 양화면 입포리 ~ 서천군 마서면 도삼리 21.5km 구간 개통 및 기존 부여군 양화면 입포리 200m 구간과 서천군 한산면 동산리 700m 구간 폐지, 부여군 장암면 석동리 1.2km 구간 개통 및 기존 900m 구간 폐지[2]
- 1995년 2월 18일 : 청양군 청양읍 벽천리 ~ 학당리 2.75km 구간 개통, 기존 2.16km 구간 폐지[3]
- 1997년 12월 10일 : 예산군 광시면 하장대리 ~ 청양군 비봉면 장대리 1.48km 구간 개통, 기존 1.6km 구간 폐지[4]
- 2001년 9월 28일 : 부여군 임천면 만사리 ~ 군사리 2.86km 구간 확장 개통[5]
- 2009년 8월 25일 : 2개 이상 시·군에 걸쳐 있는 도로로 충절로를 고시[6]

## 주요 경유지
충청남도
- 서천군 (서천읍 - 기산면 - 한산면) - 부여군 (양화면- 임천면 - 장암면 - 규암면 - 은산면) - 청양군 (남양면 - 청양읍 - 비봉면) - 예산군 광시면 - 홍성군 (홍동면 - 홍성읍)

## 노선
| 이름                | 접속 노선                                           | 소재지                                              | 소재지                             | 비고                                                       |
| 장항산단북로와 직결 | 장항산단북로와 직결                                 | 장항산단북로와 직결                                 | 장항산단북로와 직결                | 장항산단북로와 직결                                        |
| ------------------- | --------------------------------------------------- | --------------------------------------------------- | ---------------------------------- | ---------------------------------------------------------- |
| 군사 교차로         | 국도 제4호선 국도 제21호선 국도 제77호선 (대백제로) | 서천군                                              | 서천읍                             |                                                            |
| 군사리              | 군청로                                              | 서천군                                              | 서천읍                             |                                                            |
| 서천오거리          | 지방도 제611호선 (서문로) (장선로) 서천로           | 서천군                                              | 서천읍                             |                                                            |
| 길산교              |                                                     | 서천군                                              | 서천읍                             |                                                            |
| 북원교              | 삼산북길                                            | 서천군                                              | 서천읍                             |                                                            |
| 북원교              | 삼산북길                                            | 서천군                                              | 기산면                             |                                                            |
| (계촌)              | 화산로                                              | 서천군                                              |                                    |                                                            |
| 영모리              | 서원로                                              | 서천군                                              |                                    |                                                            |
| 광암삼거리          | 국도 제29호선 (장산로)                              | 서천군                                              | 국도 제29호선 구간                 |                                                            |
| 지현삼거리          | 한산모시길                                          | 서천군                                              | 국도 제29호선 구간                 | 한산면                                                     |
| 유산사거리          | 지방도 제613호선 (한마로) (신성로)                  | 서천군                                              | 국도 제29호선 구간                 | 한산면                                                     |
| 단상교              |                                                     | 서천군                                              | 국도 제29호선 구간                 | 한산면                                                     |
| 여사교              | 삼일로                                              | 서천군                                              | 국도 제29호선 구간                 | 한산면                                                     |
| 벽룡교              |                                                     | 서천군                                              | 국도 제29호선 구간                 | 한산면                                                     |
| 부여군              | 양화면                                              |                                                     | 국도 제29호선 구간                 |                                                            |
| 부여군              | 양화면                                              | 벽룡사거리                                          | 국도 제29호선 구간                 | 지방도 제723호선 (양화북로) (양화서로)                     |
| 부여군              | 양화면                                              | 양화초등학교 교차로                                 | 국가지원지방도 제68호선 (양화동로) | 국도 제29호선 구간 국가지원지방도 제68호선 구간            |
| 부여군              | 양화면                                              | 입포삼거리 (입포교)                                 | 입포로                             | 국도 제29호선 구간 국가지원지방도 제68호선 구간            |
| 부여군              | 탑산리삼거리                                        | 팔충로                                              | 임천면                             | 국도 제29호선 구간 국가지원지방도 제68호선 구간            |
| 부여군              | 봉황교                                              |                                                     | 임천면                             | 국도 제29호선 구간 국가지원지방도 제68호선 구간            |
| 부여군              | 만사삼거리                                          | 국가지원지방도 제68호선 (부흥로)                    | 임천면                             | 국도 제29호선 구간 국가지원지방도 제68호선 구간            |
| 부여군              | 만사교                                              | 성흥로                                              | 임천면                             | 국도 제29호선 구간 홍성 방면 진입 불가 서천 방면 진출 불가 |
| 부여군              | 임천삼거리                                          | 가림로                                              | 임천면                             | 국도 제29호선 구간                                         |
| 부여군              | 군사교                                              |                                                     | 임천면                             | 국도 제29호선 구간                                         |
| 부여군              | 군사삼거리                                          | 성흥로                                              | 임천면                             | 국도 제29호선 구간 홍성 방면 진출 불가 서천 방면 진입 불가 |
| 부여군              | 점리삼거리                                          | 지방도 제611호선 (남성로) (위덕로)                  | 임천면                             | 국도 제29호선 구간                                         |
| 부여군              | 합곡삼거리                                          | 마정로                                              | 장암면                             | 국도 제29호선 구간                                         |
| 부여군              | 장암 교차로                                         | 국도 제29호선 (은암로)                              | 장암면                             | 국도 제29호선 구간                                         |
| 부여군              | 석동삼거리                                          | 지방도 제625호선 (의자로)                           | 장암면                             | 지방도 제625호선 구간                                      |
| 부여군              | 석동교                                              |                                                     | 장암면                             | 지방도 제625호선 구간                                      |
| 부여군              | 규암 교차로                                         | 국도 제4호선 국도 제39호선 국도 제40호선 (대백제로) | 규암면                             | 지방도 제625호선 구간                                      |
| 부여군              | 돌말 교차로                                         | 내동로 수북로                                       | 규암면                             | 지방도 제625호선 구간                                      |
| 부여군              | 규암사거리                                          | 계백로 흥수로                                       | 규암면                             | 지방도 제625호선 구간                                      |
| 부여군              | 리교                                                |                                                     | 규암면                             | 지방도 제625호선 구간                                      |
| 부여군              | 나복삼거리                                          | 지방도 제625호선 (왕흥로)                           | 규암면                             | 지방도 제625호선 구간                                      |
| 부여군              | 모리교                                              | 함양로                                              | 규암면                             |                                                            |
| 부여군              | 신대교                                              |                                                     | 은산면                             |                                                            |
| 부여군              | 신대리삼거리                                        | 은동로                                              | 은산면                             |                                                            |
| 부여군              | 은산사거리                                          | 국도 제39호선 지방도 제723호선 (충의로)             | 은산면                             |                                                            |
| 부여군              | 은산교                                              |                                                     | 은산면                             |                                                            |
| 부여군              | 홍산 교차로                                         | 국도 제29호선 (은암로)                              | 은산면                             | 국도 제29호선 구간                                         |
| 부여군              | (오번)                                              | 은북로                                              | 은산면                             | 국도 제29호선 구간                                         |
| 부여군              | 조령교 나령교                                       |                                                     | 은산면                             | 국도 제29호선 구간                                         |
| 온직교              |                                                     | 청양군                                              | 남양면                             | 국도 제29호선 구간                                         |
| 온직삼거리          | 지천구곡로                                          | 청양군                                              | 남양면                             | 국도 제29호선 구간                                         |
| 금정교앞 교차로     | 지방도 제610호선 (구용길)                           | 청양군                                              | 남양면                             | 국도 제29호선 구간                                         |
| 금정교              |                                                     | 청양군                                              | 남양면                             | 국도 제29호선 구간                                         |
| 금정삼거리          | 지방도 제606호선 (만수로)                           | 청양군                                              | 남양면                             | 국도 제29호선 구간                                         |
| 적누교              |                                                     | 청양군                                              | 청양읍                             | 국도 제29호선 구간                                         |
| 벽천삼거리          | 문화예술로                                          | 청양군                                              | 청양읍                             | 국도 제29호선 구간                                         |
| 벽천2교             |                                                     | 청양군                                              | 청양읍                             | 국도 제29호선 구간                                         |
| 벽천 교차로         | 국도 제29호선 국도 제36호선 (대청로)                | 청양군                                              | 청양읍                             | 국도 제29호선 구간                                         |
| 송방교              |                                                     | 청양군                                              | 청양읍                             |                                                            |
| 송방사거리          | 칠갑산로                                            | 청양군                                              | 청양읍                             |                                                            |
| 농공단지 교차로     | 국도 제29호선 (충절1로)                             | 청양군                                              | 청양읍                             | 국도 제29호선 구간                                         |
| (교량 명칭 미상)    |                                                     | 청양군                                              | 청양읍                             | 국도 제29호선 구간                                         |
| 학당사거리          | 중앙로 청수길                                       | 청양군                                              | 청양읍                             | 국도 제29호선 구간                                         |
| 경찰서삼거리        |                                                     | 청양군                                              | 청양읍                             | 국도 제29호선 구간                                         |
| 학당1 교차로        | 여의실길                                            | 청양군                                              | 청양읍                             | 국도 제29호선 구간                                         |
| 학당2 교차로        | 원학당길                                            | 청양군                                              | 청양읍                             | 국도 제29호선 구간                                         |
| 학골 교차로         | 원학당길                                            | 청양군                                              | 청양읍                             | 국도 제29호선 구간                                         |
| 신원 교차로         | 국가지원지방도 제96호선 (용천신원로)                | 청양군                                              | 비봉면                             | 국도 제29호선 구간 국가지원지방도 제96호선 구간            |
| 중묵 교차로         | 국가지원지방도 제96호선 (중묵운곡로)                | 청양군                                              | 비봉면                             | 국도 제29호선 구간 국가지원지방도 제96호선 구간            |
| 중묵교              |                                                     | 청양군                                              | 비봉면                             | 국도 제29호선 구간                                         |
| 저티 교차로         |                                                     | 청양군                                              | 비봉면                             | 국도 제29호선 구간                                         |
| 사점 교차로         | 국도 제29호선 (소방로)                              | 청양군                                              | 비봉면                             | 국도 제29호선 구간                                         |
| 사정교 녹평교       |                                                     | 청양군                                              | 비봉면                             |                                                            |
| 비봉정류소          |                                                     | 청양군                                              | 비봉면                             |                                                            |
| 비봉네거리          | 록평용당로 상록길                                   | 청양군                                              | 비봉면                             |                                                            |
| 가덕 교차로         | 국도 제29호선 (소방로)                              | 예산군                                              | 광시면                             | 국도 제29호선 구간 천태삼거리와 연결                       |
| 청성교              |                                                     | 예산군                                              | 광시면                             | 국도 제29호선 구간                                         |
| 광시 교차로         | 지방도 제619호선 (예당로)                           | 예산군                                              | 광시면                             | 국도 제29호선 구간                                         |
| 하장교              |                                                     | 예산군                                              | 광시면                             | 국도 제29호선 구간                                         |
| 노전삼거리          | 지방도 제619호선 (무한로) (예당로)                  | 예산군                                              | 광시면                             | 국도 제29호선 구간 천태사거리와 연결                       |
| 노전 교차로         | 운산1길                                             | 예산군                                              | 광시면                             | 국도 제29호선 구간                                         |
| 노전1 교차로        | 노전길 운산2길                                      | 예산군                                              | 광시면                             | 국도 제29호선 구간                                         |
| 노전2 교차로        |                                                     | 예산군                                              | 광시면                             | 국도 제29호선 구간                                         |
| 월계 교차로         | 장곡동길                                            | 홍성군                                              | 장곡면                             | 국도 제29호선 구간                                         |
| 대영 교차로         | 국도 제29호선 (충절로170번길)                       | 홍성군                                              | 홍동면                             | 국도 제29호선 구간                                         |
| 금당 교차로         | 국도 제29호선 (충절로170번길)                       | 홍성군                                              | 홍동면                             |                                                            |
| 금당교              |                                                     | 홍성군                                              | 홍동면                             |                                                            |
| 신기 교차로         | 국도 제29호선 (충절로170번길) 광금남로 광금북로     | 홍성군                                              | 홍동면                             | 국도 제29호선 구간                                         |
| 만경 교차로         | 국도 제29호선 (충절로646번길) 충절로610번길         | 홍성군                                              | 홍동면                             | 국도 제29호선 구간                                         |
| 암소고개            |                                                     | 홍성군                                              | 홍동면                             |                                                            |
| 홍성읍              |                                                     | 홍성군                                              |                                    |                                                            |
| 홍동 교차로         | 국도 제29호선 (충절로646번길)                       | 홍성군                                              |                                    |                                                            |
| 구룡 교차로         | 국도 제29호선 (충절로646번길)                       | 홍성군                                              | 국도 제29호선 구간                 |                                                            |
| 입암교              |                                                     | 홍성군                                              | 국도 제29호선 구간                 |                                                            |
| 고암 교차로         | 국도 제21호선 국도 제29호선 (남부순환로)            | 홍성군                                              | 국도 제29호선 구간                 |                                                            |
| 역치교              |                                                     | 홍성군                                              |                                    |                                                            |
| 마구형사거리        | 지방도 제609호선 (의사로)                           | 홍성군                                              |                                    |                                                            |
| 오관교              |                                                     | 홍성군                                              |                                    |                                                            |
| 오관사거리          | 내포로 아문길                                       | 홍성군                                              |                                    |                                                            |

## 주요 건물 및 시설
- 서천특화시장 (충청남도 서천군 서천읍 충절로 27)
- 서천중학교 (충청남도 서천군 서천읍 충절로 97)
- 동강중학교 (충청남도 서천군 기산면 충절로 624)
- 한산장례식장 (충청남도 서천군 기산면 충절로 1035-4)
- 한산모시관 (충청남도 서천군 한산면 충절로 1089)
- 한산119안전센터 (충청남도 서천군 한산면 충절로 1164)
- 여사보건진료소 (충청남도 서천군 한산면 충절로 1615)
- 동방아그로 부여공장 (충청남도 부여군 양화면 충절로 148)
- 양화초등학교 (충청남도 부여군 양화면 충절로 215)
- 양화중학교 (충청남도 부여군 양화면 충절로 267-6)
- 부여전자고등학교 (충청남도 부여군 임천면 충절로 1027)
- 사비장례식장 (충청남도 부여군 규암면 충절로 2163)
- 은산파출소 (충청남도 부여군 은산면 충절로 2792)
- 은산우체국 (충청남도 부여군 은산면 충절로 2794)
- 아빠학교엄마교실박물관 (구 은산초등학교 대양분교, 충청남도 부여군 은산면 충절로 3222)
- 백제CC (충청남도 부여군 은산면 충절로 3734-82)
- 청양119안전센터 (충청남도 청양군 청양읍 충절로 1187)
- 청양군민체육관 (충청남도 청양군 청양읍 충절로 1204)
- 청양경찰서 (충청남도 청양군 청양읍 충절로 1317)
- 청양농협장례식장 (충청남도 청양군 청양읍 충절로 1379)
- 넓은마당어린이집 (구 문박초등학교, 충청남도 청양군 비봉면 충절로 1630-6)
- 가남초등학교 (충청남도 청양군 비봉면 충절로 1962-7)
- 청양비봉우체국 (충청남도 청양군 비봉면 충절로 1985)
- 비봉파출소 (충청남도 청양군 비봉면 충절로 1988)
- 비봉면사무소 (충청남도 청양군 비봉면 충절로 1994)
- 비봉정류소 (충청남도 청양군 비봉면 충절로 2000)
- 비봉보건지소 (충청남도 청양군 비봉면 충절로 2012)
- 금당119지역대 (충청남도 홍성군 홍동면 충절로 428)
- 충청남도종합건설사업소 홍성지소 (충청남도 홍성군 홍성읍 충절로 723)
- 홍성소방서 (충청남도 홍성군 홍성읍 충절로 741)
- 홍성중학교 (충청남도 홍성군 홍성읍 충절로 994)
- 홍성교육지원청 (충청남도 홍성군 홍성읍 충절로 998)